# Mycteridae
Famille
Les Mycteridae sont une famille de coléoptères ténébrionoïdes qui n'a pas de nom commun, bien que des auteurs récents aient inventé le nom de « coléoptères des palmiers et des fleurs ». La famille des Mycteridae est répartie dans le monde entier. Il existe environ une trentaine de genres et 160 espèces. Ces trois sous-familles ont des apparences extrêmement diverses et il est parfois difficile d'obtenir une diagnose précise des adultes au niveau de la famille.

## Caractéristiques
Les Mycteridae adultes ont une longueur variant de 2 à 12 mm, sont allongés et ont généralement la tête, le pronotum et les élytres arrondis. La plupart sont faiblement convexes bien que les espèces d’Hemipeplus soient très aplaties, allongées et à côtés parallèles, ce qui peut les confondre avec les Cucujidae. Les espèces varient de glabres à fortement pubescents et la plupart sont de couleur plutôt terne, noire ou bicolore. La tête est généralement relativement petite mais proéminente avec de grands yeux convexes et saillants et presque aucune espèce n'a de rostre distinct. Les antennes ont onze segments. 

## Écologie
Peu de choses sont connues sur le comportement des Mycteridae. Certaines espèces (notamment du genre Hemipeplus) sont associées aux graminées, palmiers ou monocotylédones. Des larves se trouvent dans les feuilles et les bases des frondes non ouvertes de ces plantes. L'hyphe fongique est la matière la plus abondante trouvée dans le système digestif des larves d’Hemipeplus microphthalmus collectées sur une espèce d’Andropogon. Plutôt que de manger les plantes sur lesquelles elles vivent, les larves semblent donc manger des champignons poussant sur ces plantes. Les adultes du genre Mycterus peuvent être très communs sur divers genres plantes à fleurs (par exemple des genres Ceanothus, Yucca, Daucus, Solidago), tandis que l'habitat des larves des espèces néarctique du même genre est complètement inconnu.

## Répartition
Les Mycteridae sont répartis dans le monde entier mais la plupart des taxons se rencontrent dans les zones chaudes du globe.

## Liste des genres
Selon GBIF (14 mai 2024) :
- Abulia Fairmaire, 1896
- Austroconomorphus Hsiao & Pollock, 2022
- Austrophaeogala Hsiao & Pollock, 2022
- Batobius Fairmaire & Germain, 1863
- † Bertinotus Kirejtshuk & Nel, 2009
- Brasilaccoderus Pollock, 2006
- † Circaeus Yablokov-Khnzoryan, 1961
- Cleodaeus Champion, 1889
- Conomorphinus Champion, 1916
- Cyclops Mulsant & Rey, 1859
- † Europoeurypus Alekseev, Bukejs & Pollock, 2020
- Eurypinus Champion, 1916
- Eurypus Kirby, 1819
- Falsopedilus Gompel & Telnov, 2023
- Falsopedilus Pic, 1924
- † Glesoconomorphus Alekseev, Pollock & Bukejs, 2019
- Grammatodera Champion, 1916
- Hemipeplus Latreille, 1825
- Holopeplus Arrow, 1930
- Lacconotopedilus Afrotropical, 1935
- Lacconotus LeConte, 1862
- Loboglossa Solier, 1851
- Microconomorphus Pic, 1917
- Mimophyscius Pic, 1935
- Mycteromimus Champion, 1917
- Mycterus Clairville, 1798
- Mycterus Schellenberg, 1798
- Omineus Lewis, 1895
- Phaeogala Fairmaire, 1896
- Physciolagria Pic, 1930
- Physcius Champion, 1889
- Stictodrya Champion, 1917
- Stilpnonotus Gray, 1831
- Thisias Champion, 1889
- Thisiomorphus Pic, 1931
- Trichosalpingus Blackburn, 1891

## Systématique
Le nom valide de ce taxon est Mycteridae, choisi en 1845 par l'entomologiste français Émile Blanchard (1819–1900).
Mycteridae a pour synonyme :
- Eutrypteidae